# Marc Brost
Marc Brost (* 14. Februar 1971 in Mannheim) ist ein deutscher Journalist und Sachbuchautor.

## Leben
Nach dem Abitur in Stuttgart studierte Brost ab 1991 an der Universität Hohenheim Wirtschaftswissenschaften und arbeitete neben dem Studium als freier Mitarbeiter für die Stuttgarter Zeitung. Nach seinem Abschluss als Diplom-Ökonom 1997 absolvierte Brost ein Volontariat an der Georg-von-Holtzbrinck-Schule für Wirtschaftsjournalisten in Düsseldorf. Anschließend begann er 1999 als Redakteur im Wirtschaftsressort der Zeit. Im April 2002 wurde er stellvertretender Leiter des Ressorts. Ab 2007 arbeitete Brost als wirtschaftspolitischer Korrespondent im Hauptstadtbüro der Zeit. Von 2010 bis Mitte 2019 leitete er deren Hauptstadtbüro, von 2013 an gemeinsam mit Tina Hildebrandt. Ab Mitte 2019 war er Co-Politikchef der Zeit.
Im Vorfeld der Bundestagswahl 2013 moderierte Marc Brost auf N24 die Talksendung „ZEIT-Gespräch zur Wahl“. Er gehörte zu den Gründungsmoderatoren des wöchentlichen Podcasts „Das Politikteil“ von Zeit und Zeit Online.
2019 war er Co-Autor des ZDF-Dokudramas „Stunden der Entscheidung: Angela Merkel und die Flüchtlinge“ über den 4. September 2015.
Nach der Wiederwahl Frank-Walter Steinmeiers zum Bundespräsidenten im Februar 2022 wechselte er als Leiter der Stabsabteilung Politische Planung, Strategie und Reden ins Bundespräsidialamt. Dieses Amt hatte er bis Dezember 2023 inne.
Seit dem 1. April 2024 ist Brost Mitglied der Chefredaktion und Leiter des Auslandsressorts beim Nachrichtenmagazin Focus.
Marc Brost ist Gastdozent für Kommunikationswissenschaft und Journalismus an der Universität Hohenheim.

## Werke
- (mit Heinrich Wefing): Geht alles gar nicht. Warum wir Kinder, Liebe und Karriere nicht vereinbaren können, Rowohlt, 2015
- (mit Marcus Rohwetter): Das große Unvermögen – Warum wir beim Reichwerden immer wieder scheitern, Wiley-VCH, Weinheim, und dtv, München 2003.
- (Hrsg. mit Marcus Rohwetter): Chefsalat: Wundersames aus der Welt der Wirtschaft, 2008. ISBN 978-3-451-05966-7

## Preise und Auszeichnungen
- 2001 Georg von Holtzbrinck Preis für Wirtschaftspublizistik
- 2003 Ludwig-Erhard-Förderpreis für Wirtschaftspublizistik (mit Marcus Rohwetter)
- 2006 Theodor-Wolff-Preis
- 2009 Helmut-Schmidt-Journalistenpreis (3. Preis, mit Wolfgang Uchatius)
- 2010 Herbert Quandt Medien-Preis (mit Wolfgang Uchatius)
- 2013 Otto-Brenner-Preis für kritischen Journalismus (mit Wolfgang Uchatius und Mark Schieritz)
- 2016 Shortlist Henri-Nannen-Preis, Kategorie Dokumentation (mit Andres Veiel)
- 2016 Ernst-Schneider-Preis